# Ясуги
Ясуги (на японски: 安来市, по английската Система на Хепбърн Yasugi) е град разположен в префектура Шимане, Япония. Към 2008 г. градът има население 43 903 жители и площ 120,78 km2.
Ясуги получава статут на град на 4 април 1954 г.
Градът е древен център за производство на стомана. Днес тя се произвежда от компания Hitachi Metals, Ltd.
Според легендите богинята Изанами е погребана тук.
В близост до Ясуги се намира музеят на изкуствто Адачи, в който има японски градини и картини от периода Мейджи, най-вече на художника Йокояма Тайкан.
На 1 октомври 2004 г. градът присъединява градовете Хакута и Хиросе.